# Ahmet Önder
Ahmet Önder (ur. 11 lipca 1996) – turecki gimnastyk sportowy, wicemistrz świata, srebrny medalista igrzysk europejskich, brązowy medalista uniwersjady.

## Kariera
W czerwcu 2019 roku na igrzyskach europejskich w Mińsku zdobył srebrny medal w ćwiczeniach na drążku, przegrywając z Litwinem Robertem Tworogalem. Na początku lipca tego samego roku zdobył brązowy medal w ćwiczeniach na poręczach podczas uniwersjady w Neapolu. W październiku został wicemistrzem świata w Stuttgarcie na poręczach, przegrywając z Brytyjczykiem Joe Fraserem.